# Prickly Pear Cay West
Prickly Pear Cay West est une île du territoire d'Anguilla dans les Petites Antilles.